# Nardia nuda
Nardia nuda là một loài rêu tản trong họ Jungermanniaceae. Loài này được (Lindb. & Gottsche) Váňa miêu tả khoa học lần đầu tiên năm 1973.